# Bror Cedercrantz
Bror Otto Conrad Cedercrantz, född 23 mars 1905 i Jakobs församling, Stockholm, död 29 april 1991 i Oscars församling, Stockholm, var en svensk direktör och donator.
Cedercrantz blev jur. kand. 1932 i Stockholm och 1936 blev han ombudsman för Sveriges grossistförbund. Från 1942 var han verkställande direktör och ordförande i ett flertal grossistbranschföreningar. Han gifte sig 1939 med konstnären Mary Sundström. År 1943 flyttade de in i Bergshyddan på Djurgården. Cedercrantz gav 1985 ut boken Berättelse om ett hus på Djurgården som skildrar husets historia.
Han var son till Conrad Cedercrantz och Elisabet Sjöcrona.
Bror Cedercrantz har donerat föremål från sin fars tid på Samoa till Etnografiska museet i Stockholm.